# イオン上磯店
イオン上磯店（イオンかみいそてん）は北海道北斗市七重浜に所在するイオン北海道運営の総合スーパー（GMS）である。ダイエー時代の店番号は0702。

## 概要
道内の旧ダイエーグループの店舗では百貨店の棒二森屋に次いで2番目に大きく、道南では最大のダイエー店舗であった。地上1階建ての店舗。開業当初、ワンフロアの店としては同社最大級の店舗面積を誇っていた。
ハイパーマートの9号店として、道内では釧路店、北広島店、西岡店に次ぐ4号店としてオープンしたがハイパーマートのブランド消滅により、ダイエーに業態転換した店舗である。ダイエー時代は主要店舗の位置づけではなかったが、多数の専門店が存在している。

### 出店までの流れ
1990年9月にダイエーが上磯町（現・北斗市）に出店を表明。
この出店表明に上磯町の商工会は危機感を覚え、これまで存在しなかった上磯町広域商業活動調整協議会を設置し、対応に追われた。
1991年2月にダイエーが大店法三条申請を北海道通産局に提出し審議が始まった。町側が反対している事もあり、審議は長期に持ち込まれると思われた。ところが反対の立場であった上磯町側が大型店舗を核に新たな発展を目指す考えを示したことが功を奏し、上磯町広域商業活動調整協議会の結審は、ダイエーの売場面積を1500m2カットした上で、ほぼ完全に認可された。この当時の開業初年度の年商は60億円を見込んでいた。

## 沿革
- 1990年9月 - ダイエーが上磯町に出店表明。この当時の仮称は「ダイエー上磯店」
- 1991年2月 - ダイエーが北海道通産局に大店法三条の申請を行う。出店の審議開始。
- 1991年8月 - ダイエーと上磯町側とのやりとりもあり、広域商業活動調整協議会で出店を認可される。大店立地法3条の届出を完了。
- 1993年10月29日 - ハイパーマート上磯店開業。
- 1996年11月 - 輸入品売場を廃止[9]。
- 2006年9月23日 - 改装工事を施しリニューアルオープン。直営の店舗面積を5割減らしテナント部分を5割増やす[10]。
- 2015年9月1日 - 同店の営業権をイオン北海道に継承し名称を「イオン上磯店」に変更[11]。
- 2016年9月1日 - イオン北海道のネットスーパー拠点としての営業を開始し、同事業が未対応だった黒松内町・寿都町以南（渡島総合振興局・檜山振興局および後志総合振興局南部）に対応。これにより離島を除く北海道全域でサービス提供が可能となった。[12]
- 2023年4月28日 - 品揃えの見直しや設備の一新、専門店ゾーンの改装を行いリニューアルオープン[13]。

## フロアとテナント

### フロア概要
ワンフロア内に核店舗のイオン上磯店と70の専門店で構成される。

### 主なテナント
- 六花亭（和菓子・洋菓子）
- ロッテリア（ハンバーガー）
- ケンタッキーフライドチキン（フライドチキン）
- サーティワン(アイスクリーム)
- 未来屋書店（書籍）
- セリア（100円ショップ）
- グリーンボックス（靴）
- ABC-MART（靴）
- Honeys（婦人服）
- アメリカ屋（ファミリー）
- エステール（貴金属・アクセサリー）
- モーリーファンタジー（プレイランド）
- ドコモショップ（携帯電話）
- UQスポット（モバイル・携帯）
- au（携帯電話）
- SoftBank（携帯電話）

※テナント情報は2025年1月時点
出店テナント全店の一覧詳細情報は公式サイト「専門店・フロアマップ」を、営業時間およびATMを設置している金融機関の詳細は公式サイト「営業時間」を参照。

## アクセス

### 鉄道
- 道南いさりび鉄道線 - 七重浜駅から徒歩で10分

### バス
- 函館バス 「七重浜5丁目」から徒歩で5分

### 自動車
- 函館江差自動車道 - 北斗追分ICより約5分